# Raquel Cassidy
Raquel Josephine Dominic Cassidy (* 22. Januar 1968 in Fleet, Hampshire) ist eine britische Schauspielerin.

## Leben
Cassidy wurde 1968 als drittes Kind einer Spanierin und eines Briten geboren. Ihr Biologiestudium brach sie ab, um sich einer Karriere als Schauspielerin zu widmen.
Während sie in Großbritannien vor allem durch ihre Rolle als Susan Gately in der Serie Teachers bekannt wurde, erlangte sie in Deutschland Bekanntheit durch ihre Rolle als Kammerzofe Phyllis Baxter in der Historienserie Downton Abbey. Ebenfalls in Deutschland war sie als Polizistin Valerie in der deutsch-österreichisch-britischen Verfilmung des Charlotte-Link-Romans Das andere Kind an der Seite von Hannelore Hoger und Marie Bäumer zu sehen. In der britischen Serie Eine lausige Hexe, die auch in Deutschland ausgestrahlt wird, spielte sie die Rolle der Hekate Harschmann.

## Filmografie (Auswahl)
- 1998: Killer Net (Miniserie, 2 Episoden)
- 1999: The Bill (Fernsehserie, Episode 15x55)
- 1999: Peak Practice (Fernsehserie, Episode 8x10)
- 2000: Nature Boy (Miniserie, Episode 1x02)
- 2000: Thin Ice (Fernsehfilm)
- 2001–2002: Teachers (Fernsehserie, 18 Episoden)
- 2002: Shooters
- 2002: Before You Go
- 2002: Do I Love You?
- 2003: Red Cap (Fernsehserie, 5 Episoden)
- 2003: Holby City (Fernsehserie, Episode 5x29)
- 2004: The Worst Week of My Life (Fernsehserie, 7 Episoden)
- 2005: According to Bex (Fernsehserie, 8 Episoden)
- 2005: Festival
- 2006–2011: Lead Balloon (Fernsehserie, 26 Episoden)
- 2007: Tick Tock Lullaby
- 2007: Party Animals (Fernsehserie, 8 Episoden)
- 2007: Dschihad in der City (Britz, Fernsehfilm)
- 2007: The Boat People
- 2008: Nightwalking (Kurzfilm)
- 2008: Mrs. McGinty ist tot (Agatha Christie’s Poirot – Mrs McGinty’s Dead; Fernsehfilm)
- 2008–2009: Moving Wallpaper (Fernsehserie, 18 Episoden)
- 2009: New Tricks – Die Krimispezialisten (New Tricks, Fernsehserie, Episode 6x02)
- 2010: On Expenses (Fernsehfilm)
- 2011: Land Girls (Fernsehserie, 5 Episoden)
- 2011: Doctor Who (Fernsehserie, 2 Episoden)
- 2011: Inspector Banks (Fernsehserie, 2 Episoden)
- 2012: Inspector Barnaby (Midsomer Murders, Fernsehserie, Episode 15x01)
- 2012: A Touch of Cloth (Fernsehserie, 2 Episoden)
- 2013: Charlotte Link – Das andere Kind (Fernsehfilm)
- 2013: Law & Order: UK (Fernsehserie, Episode 7x06)
- 2013–2015: Downton Abbey (Fernsehserie, 23 Episoden)
- 2015: Vera – Ein ganz spezieller Fall (Vera, Fernsehserie, Episode 5x04)
- 2015–2017: Uncle (Fernsehserie, 5 Episoden)
- 2016: Plötzlich Papa (Demain tout commence)
- 2017: Silent Witness (Fernsehserie, 2 Episoden)
- 2017–2020: Eine lausige Hexe (The Worst Witch, Fernsehserie, 53 Episoden)
- 2018: Strangers (Fernsehserie, 6 Episoden)
- 2019: Official Secrets
- 2019: Cliffs of Freedom
- 2019: Downton Abbey
- 2022: The Good Karma Hospital (Fernsehserie, 4 Episoden)
- 2022: Downton Abbey II: Eine neue Ära (Downton Abbey: A New Era)
- 2023: The Chelsea Detective (Fernsehserie, 1 Folge)